# Candyman II: Pożegnanie z ciałem
Candyman II: Pożegnanie z ciałem (ang. Candyman: Farewell to the Flesh, inne tłum. Candyman II: Zapusty) – filmowy horror produkcji amerykańskiej z 1995 roku. Sequel kultowego Candymana z 1992 roku. Film wykorzystuje postaci, które pierwotnie pojawiły się w opowiadaniu Clive’a Barkera Zakazany.

## Fabuła
Akcja filmu rozgrywa się w Nowym Orleanie w okresie obchodów Mardi Gras, ostatniego dnia karnawału. Antropolog Phillip Purcell (Michael Culkin) zajmuje się mitem legendarnego Candymana, upiora, który powraca zza światów, jeśli by wymówić jego imię pięciokrotnie przed lustrzanym odbiciem. Purcell, by udowodnić, że Candyman nie istnieje, dopełnia aktu jego wezwania. Tej samej nocy ginie, brutalnie zadźgany hakiem.
Policja obwinia o śmierć naukowca Ethana Tarranta (William O’Leary), który był na miejscu zbrodni tuż przed śmiercią Purcella. Na niekorzyść Ethana wpływa fakt, że podobne zajście miało również miejsce przy okazji zabójstwa jego ojca. W rzeczywistości Ethan Tarrant zna mit Candymana i wie, że to on odebrał życie jego ojcu i Purcellowi. Tymczasem siostra Ethana, nauczycielka szkolna Annie (Kelly Rowan), popełnia ten sam błąd, co Phillip Purcell - by udowodnić wszczynającym zamieszanie w klasie uczniom, że opowieść o Candymanie jest fikcją, powtarza jego imię przed lustrem. Wieczorem zostaje nawiedzona przez posępnego Candymana, który informuje ją, że teraz należy do niego, i zabija jej męża Paula (Timothy Carhart) na jej oczach. To wydarzenie wzbudza podejrzenia policji, która uważa, że Annie i oczekujący wyroku sądowego Ethan mogą ze sobą współpracować. Wkrótce Annie dowiaduje się, że jest bezpośrednią krewną Candymana.

## Obsada
- Kelly Rowan jako Annie Tarrant
- Tony Todd jako Candyman
- Veronica Cartwright jako Octavia Tarrant
- William O’Leary jako Ethan Tarrant
- Timothy Carhart jako Paul McKeever
- Joshua Gibran Mayweather jako Matthew Ellis
- Bill Nunn jako Reverend Ellis
- David Gianopoulos jako detektyw Ray Levesque
- Fay Hauser jako Pam Carver
- Matt Clark jako Honore Thibideaux
- Michael Culkin jako Phillip Purcell